# Centralblatt des Schweizerischen Zofingervereins
Das Centralblatt des Schweizerischen Zofingervereins ist die Mitgliederschrift der  1819 gegründeten nichtschlagenden Schweizer Studentenverbindung Schweizerischer Zofingerverein. Der Nebentitel lautet «Feuille centrale de la Société de Zofingue». Eigenangaben zufolge versteht sie sich als «Hort zahlreicher akademischer, ökonomischer, politischer oder auch literarischer Diskussionen».

## Geschichte
Die Sektionen des Zofingervereins informierten sich anfänglich gegenseitig mit offiziellen Korrespondenzen, die an den Veranstaltungen verlesen und diskutiert wurden. Später gaben verschiedene Sektionen eigene Blätter heraus, etwa die Zeitschrift Le Zofingien der französischsprachigen Sektionen in den Jahren 1850 bis 1852. In Kurrentschrift erschien 1850 bis 1854 das Zofinger Blatt. 1861 gaben die Waadtländer die Année Zofingienne heraus. Noch im selben Jahr regte die Sektion St. Gallen an, ein neues Vereinsblatt herauszugeben. Im Juni 1861 erschien der erste Jahrgang des Centralblatts des Neu-Zofingervereins.
Die zentrale bibliografische Datenbank Zeitschriftendatenbank führt Ausgabe 8.1867/68 (1868) als Erstausgabe im Erscheinungsverlauf. Der direkte Vorgängertitel war das Centralblatt des Neu-Zofingervereins, das von 1861 bis 1867 erschien. Damit ist das Centralblatt des Schweizerischen Zofingervereins wenigstens 20 Jahre, wenn nicht gar 26 Jahre älter als die Burschenschaftlichen Blätter der Deutschen Burschenschaft (DB).
Vom Hauptsachtitel abweichend erschien die Schrift teils auch unter den Titeln Feuille centrale, Zentralblatt des Zofingervereins und Central-Blatt der Zofinger.